# 高島崚輔
高島 崚輔（髙島 崚輔、1997年〈平成9年〉2月4日 - ）は、日本の政治家。兵庫県芦屋市長（1期）。2023年4月23日に投開票が行われた芦屋市長選挙で、現行の公職選挙法における歴代の市長の中で最年少の当選者となった。

## 経歴
大阪府箕面市出身。灘中学校・高等学校に進学し、高校では生徒会長を務めた。大学進学に当たっては東京大学文科一類とハーバード大学に合格。ハーバード大学の合格を知った2015年4月には東大の入学手続きを済ませていたため、4か月間東大で学んだのち渡米。ハーバード大学で当初は公共政策などを学んだが、のち環境エネルギー工学を専攻。大学1年の時にはケネディ・スクールの仲間と東京電力福島第一原子力発電所を視察した。2016年には「特定非営利活動法人グローバルな学びのコミュニティ・留学フェローシップ」の理事長に就任。2019年には東京大学を退学。孫正義育英財団より奨学金を受けつつ、3度の休学を挟み2022年5月26日にハーバード大学・工学応用科学部を卒業した（文理学士）。同年夏より芦屋市に移り住む。
2023年4月16日に告示された第20回統一地方選挙後半戦の芦屋市長選挙に出馬。同23日に投開票が行われ、現職の伊藤舞らを押さえ当選した。全国市長会の1955年以降の統計によると、それまでの歴代最年少市長は1994年に28歳で東京都の武蔵村山市長に就任した志々田浩太郎であったが、高島はこれを更新した。
なお、2024年9月1日に行われた大館市長選挙で石田健佑（当選時27歳2か月）が当選し現職最年少の座は譲ったが、当選時点での歴代最年少の記録（26歳）はそのままである。
※当日有権者数：78245人 最終投票率：55.11%（前回比：6.42pts）
| 候補者名 | 年齢 | 所属党派 | 新旧別 | 得票数   | 得票率 | 推薦・支持 |
| -------- | ---- | -------- | ------ | -------- | ------ | ---------- |
| 高島崚輔 | 26   | 無所属   | 新     | 19,779票 | 46.66% |            |
| 伊藤舞   | 53   | 無所属   | 現     | 11,981票 | 28.26% |            |
| 中島香織 | 55   | 無所属   | 新     | 5,671票  | 13.37% |            |
| 大塚展生 | 65   | 無所属   | 新     | 4,958票  | 11.69% |            |

## 政策
選挙公報によると、先輩世代に向けた「安心の医療・介護・防災」、現役世代に向けた「圧倒的な子育て環境」、未来世代に向けた「先進的な世界一の教育」を基本政策として掲げ、地域拠点の集会所や公園整備、18歳までの医療費無償化、生徒の能力に応じた授業、教員の働き方改革などを提唱している。図書館の整備を含めたJR神戸線芦屋駅南側の再開発の見直しや、自身の退職金のカットも主張する。選挙活動には動画SNSのTikTokも活用し、「ハーバード卒にGoogle入社試験解かせてみた」など再生回数が100万回を超えるものもあった。

## 市政

### 教育委員人事案の否決
2023年12月1日、芦屋市議会は定例会の本会議を開き、教育委員の上月敏子の後任に元さいたま市教育長の細田真由美を任命するとした高島の案を賛成少数で不同意とした。同市で人事関連議案が不同意となったのは、少なくとも1999年以降で初めて。同市の教育委員は4人で構成されており、市長が議会の同意を得て任命する。上月が12月に任期を終えるため、高島が細田を後任に推薦した。細田は2018年6月から5年間、さいたま市で教育長を務め、今年9月に芦屋市が連携協定を結んだ東京大学公共政策大学院の講師も務めている。本会議では、あしや政風会と公明党の計7人が同意案に賛成し、共産党と日本維新の会、芦屋しみんの未来、無所属の計10が反対、至誠会の3人が棄権した。反対討論では4議員が「遠方に住んでいて、月2回の委員会活動、市内の行事への参加などが困難ではないか」「他にも多くの役職を務められているので、芦屋の教育が最優先されるかが疑問」などと理由を述べた。